# Squirrel Bait
Squirrel Bait war eine Post-Hardcore-Band aus Louisville, Kentucky, USA, die 1982 gegründet und 1987 aufgelöst wurde. 1986 entstand aus der Band die mutmaßlich erste Post-Rock-Band Slint.

## Geschichte
Mitte der 1980er Jahre wurden Squirrel Baits nicht mehr als zwei Albenveröffentlichungen mancherorts als State of the Art verhandelt. Beide Platten wurden auf Homestead veröffentlicht. Während die selbstbetitelte 1985er Veröffentlichung noch auf Art der Seattle-Szene warm und rund gemischt war, fiel die zweite LP (Skag Heaven, 1987) durch ein kühles klirrendes Soundbild à la Steve Albini auf, der bei dem ersten Album noch zusätzliche Gitarre gespielt hatte.
"… after receiving raving reviews from Bob Mould (then of Husker Du) and Evan Dando (of The Lemonheads) among others in the music press, people began to take notice. Spin Magazine quickly hopped on the bandwagon and proclaimed that lead singer Peter Searcy had the best voice in rock and roll next to Paul Westerberg."

## Diskografie
- 1982: Demo (als Squirrelbait Youth, MC, Eigenveröffentlichung)
- 1983: Demo (MC, Eigenveröffentlichung)
- 1985: Squirrel Bait (EP, Homestead Records)
- 1986: Kid Dynamite (Single, Homestead Records)
- 1987: Skag Heaven (Album, Homestead Records)